# Israel en los Juegos Olímpicos de Pekín 2022
Israel estuvo representado en los Juegos Olímpicos de Pekín 2022 por seis deportistas, cuatro hombres y dos mujeres, que compitieron en tres deportes.
Los portadores de la bandera en la ceremonia de apertura fueron el patinador artístico Evgueni Krasnopolski y la esquiadora alpina Noa Szőllős. El equipo olímpico israelí no obtuvo ninguna medalla en estos Juegos.